# Gravitation (manga)
Gravitation är en humoristisk shonen-ai-manga och har även blivit anime, både för TV och som OVA-filmer, och är en av de mest populära inom shonen-ai-genren. Sveriges första shonen-ai-serie har getts ut av Mangismo och i samband med förlagets konkurs tog de japanska rättighetsinnehavarna tillbaka allt så att Egmont Kärnan inte kunde ge ut den sista och avslutande bok nummer 12 på svenska.

## Handling
Efter att blivande rockstjärnan Shuichi Shindou får höra att han har "noll talang" av en främling, blir han som besatt av att finna den här mannen igen och kräva en ursäkt. Det visar sig att mannen han mötte är den populäre och ursnygge författaren Yuki Eiri (i Japan sätter de efternamnet först). Men när Shuichi hittar honom går det inte riktigt som han tänkt sig. Han blir kär i Eiri. Efter att de börjar med ett kaotiskt förhållande, får Shuichi mycket jobb att handskas med, han försöker nämligen att toppa listorna med sitt band BAD LUCK som han startat med sin kompis och gitarrist Hiroshi (Hiro) Nakano, och senare även den keyboardspelande Fujisaki Suguru. Under seriens gång möter BAD LUCK rivalbandet ASK som består av ett par våldsamma killar som kör med fula trick, (de utnyttjar Shuichi på ett fruktansvärt sätt) och senare även Shuichis stora idoler, de nu legendariska Nittle Grasper. Även i sitt kärleksliv stöter Shuichi på en del rivaler, dels flickan Ayaka, men även Yukis svåger Seguchi Toma (som även är chef för BAD LUCK:s skivbolag NG) som sätter käppar i hjulet för de två. Yuki har dessutom ett dolt, mörk förflutet, som gör att han är kall och känslolös. Klarar Shuichi av hans sätt att vara eller bryter han ihop?

## Låtar
- Sleepless Beauty - sjungs av karaktären Ryuichi Sakuma.
- Blind Game again - sjungs av karaktären Shuichi Shindo
- Spicy Marmalade - sjungs av karaktären Shuichi
- Super Drive (Gravitation Theme) - Kotani Kinya sjunger introt till serien
- Glaring Dream - Ending theme*Welcome to my romance
- Break Through - Nittle Grasper*No Style - Nittle Grasper
- The rage beat - Bad Luck - Shuichi shindo